# Idiocerus setaceus
Idiocerus setaceus är en insektsart som beskrevs av Hamilton 1985. Idiocerus setaceus ingår i släktet Idiocerus och familjen dvärgstritar. Inga underarter finns listade i Catalogue of Life.